# Urocystis novae-zelandiae
Urocystis novae-zelandiae är en svampart som först beskrevs av Gordon Herriot Cunningham, och fick sitt nu gällande namn av Gordon Herriot Cunningham 1945. Urocystis novae-zelandiae ingår i släktet Urocystis och familjen Urocystidaceae.   Inga underarter finns listade i Catalogue of Life.